# Alureon
TDL también conocido como TDL-4 o Alureon es un software malicioso de tipo botnet que desde la versión 4 (conocida también como TDL-4 ) es considerado por expertos de seguridad informática como un virus informático indestructible. Su actualización constante ha infectado a 4 millones de computadoras en 3 meses.

## Historia
La Botnet fue descubierta en el 2008 en sitios de Internet maliciosos, llevando un seguimiento especial por la empresa de seguridad informática Kaspersky. A mediados del 2011 esta empresa junto con Symantec lo consideraron el virus informático indestructible, de acuerdo con un estudio que ellas mismas realizaron. 

## Características
La instalación en la computadora infectada se realiza en el master boot record a fin de dificultar su detección y arrancar al momento de iniciar el sistema operativo. Una vez instalado, se comunica por medio de redes P2P, en especial, a través de la red KAD de la que recibe órdenes y actualizaciones diarias. Para evitar ser detectado por los antivirus, utiliza una modificación del sistema de cifrado RC4.

## Daños
Los daños de esta botnet ascienden a más de 4,5 millones de computadoras infectadas, que se distribuyen en: 28% en Estados Unidos, 7% en India, y 5% en el Reino Unido. Al ser un malware modular, poco se sabe acerca de sus funcionalidades, entre las que destacan: manipulación de resultados de búsqueda, manipulación de motores de búsqueda e instalación de programas maliciosos.